# 13,2 mm Hotchkiss M1929
13,2mm Hotchkiss M1929 — крупнокалиберный пулемёт, разработанный и производившийся во Франции компанией «Гочкисс» (фр. Hotchkiss et Cie) в период между Первой и Второй мировыми войнами. Применялся в качестве зенитного французскими сухопутными войсками, ВВС и ВМС в годы Второй мировой войны. Также производился по лицензии в Японии под маркой тип 93 и в Италии как Breda Mod.31.

## Конструкция

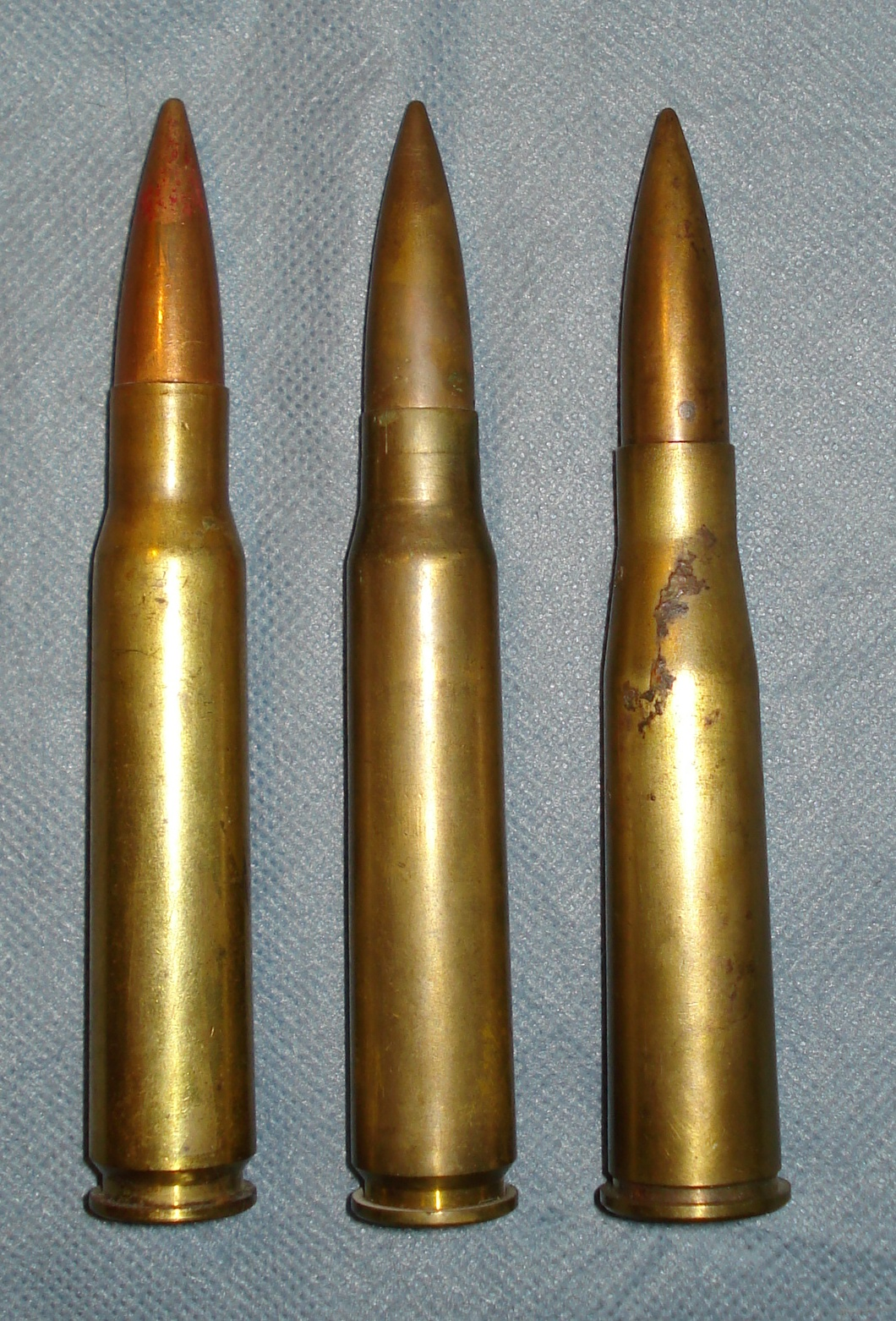
Три различных 13,2-мм патрона в сравнении: — 13,2x99 Hotchkiss; — 13,2 × 96 мм Hotchkiss; — 13,2×92SR Tankgewehr

Компания «Гочкисс» разрабатывала крупнокалиберный пулемёт с конца 1920-х годов как противотанковый и зенитный. Пулемёт имел газоотводную автоматику с длинным ходом газового поршня, находившегося под стволом. Сам ствол имел воздушное охлаждение, был снабжен ребрами и мог быть заменен с помощью специального инструмента. Питание из магазинов ограниченной ёмкости снижало практическую скорострельность до 200 выстрелов в минуту. Пулемёт выпускался в различных вариантах комплектации, включавшей как и простейшие установки на треноге, так и спаренные и счетверенные установки.
Патрон 13,2×99 мм был разработан компанией «Гочкис» специально для крупнокалиберного пулемёта. При начальной скорости 800 м/с пуля массой 52 г имела дульную энергию 16 640 Дж. Ввиду того, что патрон был очень схож с патроном 12,7×99 мм, в 1935 году был разработан патрон 13,2×96 мм, который сохранял все характеристики предшественника.

## Применение

### В сухопутных войсках
Армия Франции, первоначально отказавшаяся от использования mle 1929 в пехоте в качестве зенитного, на том основании, что его тяжёлые пули при падении могут нанести урон своим же войскам, тем не менее применяла идентичный ему mle 1930 в кавалерии (на лёгком танке AMR 35 и БА Laffly 80 AM), а также для оснащения оборонительных сооружений линии Мажино в нижних Вогезы и на берегах Рейна в спарке т. н. смешанного оружия (JM, Jumelage de mitrailleuses Reibel) (аналогично установке с противотанковой 37 mm AC modèle 1934 и 1937).
В армии Бельгии им были вооружены лёгкие танки T-15 и T13 (в спарке с 47-мм FRC 1932)
Армия Японии некоторое время использовала пулемёт в качестве основного оружия кавалерийского танка Тип 92, до 1937 года, когда вместо него была установлена 20-мм автоматическая пушка «Тип 98».
Польша в 1933—1934 гг приобрела 28 пулемётов. Десятью из них, устанавливаемыми на треноги типов «B» (8 шт.) и «R1», была вооружена рота в ПВО 1-го зенитного артполка, стоявшего в Варшаве. В 1938 году роту расформировали, а «гочкисы» передали флоту.

16 пулемётов предназначались для установки в правые башни танков Vickers Mk E (изъяты после переоснащения танков в апреле 1934 года). В августе 1939 года имелось 29 штук.
Греческая армия до начала войны успела закупить лишь 32 экземпляра пулемёта вместе с универсальными станками.

### В качестве зенитной установки
ВВС Франции использовали установленную на треноге спаренную установку (Mitrailleuse de 13,2 mm CA mle 1930) для противовоздушной обороны аэродромов и других важных объектов.
В течение 1930-х годов испытывались различные варианты ЗСУ, в частности на шасси Citroën-Kégresse P19 (полугусеничное) и P4T, а также полноприводном колёсном 6×6 Berliet, но ни один из них не получил широкого распространения.
Силы «Сражающейся Франции» в 1942 году использовали в Северной Африке самодельные установки, сняв пулемёты с кораблей.

### На флоте

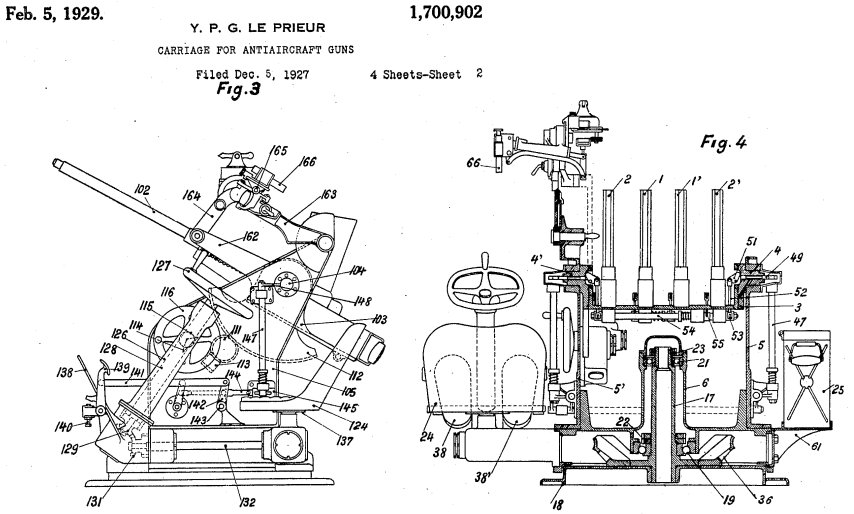
Affusto navale quadrinato.

Французский флот применял спаренные и счетверённые пулемётные установки на турелях R4SM (счетверённая — конструкции Ива Ле Приёра) практически на всех военных кораблях, построенных в 1930-е годы, а также в частях береговой обороны.

(На кораблях, прошедших переоснащение в 1943 году в США, например, на линкоре «Ришельё» или лидере «Ле Террибль» вместо 13,2-мм пулемётов были установлены более эффективные 20-мм автоматические пушки «Эрликон»).
Аналогичные спарки и счетверёнки ставились и на кораблях японского Императорского флота.
Испанские ВМС закупили партию этого оружия в декабре 1935. Оно применялось во время последовавшей вскоре Гражданской войны, будучи установленным на нескольких крейсерах и эсминцах республиканского флота.
Севильский завод боеприпасов «Pirotecnia Militar» продолжал выпуск патронов к ним и после 1939 года.
Итальянская компания Breda в 1929 году приобрела лицензию и с 1931 года выпускала пулемёт под наименованием Breda Mod.31.
Помимо кораблей итальянских ВМС, он устанавливался также на принадлежащих флоту бронепоездах, им же были вооружены командирские танки и поставленные по бразильскому заказу танкетки CV33. После второй мировой войны он применялся на патрульных катерах Финансовой гвардии.
Спаренная установка 13,2-мм «гочкисов», из числа полученных от армии, стояла на польском минном заградителе «Gryf».

## Операторы
- Бельгия
- Греция
- Испания
- Италия (выпускался по лицензии как пулемёт Breda Mod. 31 под патрон 13,2x99 мм)[8]
- Мексика[8]
- Польша[8]
- Румыния[8]
- Франция
- Чили[8]
- Япония («тип 93» под патрон 13,2x99 мм)[8]